# Belgica (film)
Belgica is een Belgische film uit 2016 onder regie van Felix Van Groeningen. De film ging in première op 21 januari op het Sundance Film Festival als openingsfilm van de World Cinema Dramatic Competition, waar hij de Directing Award: World Cinema Dramatic won.

## Verhaal
Jo en Frank zijn twee broers die totaal verschillend zijn. Jo is een kleine, magere twintiger met artistieke ambities die er uiteindelijk voor gekozen heeft om een café in Gent te openen. Frank is zijn grote broer, zowel in ouderdom als fysiek. Frank is net vader geworden, is eigenaar van een autohandel en heeft het plan een eigen huis te bouwen. Toch is Frank niet tevreden met zijn leven. 
Wanneer Frank het café van Jo bezoekt, besluiten ze om samen het café verder te zetten. Jo kan Franks hulp goed gebruiken en Frank houdt van het nachtleven. Samen bouwen ze café Belgica, een bruine kroeg, uit tot het centrum van het uitgangsleven in Gent. Echter, hoe beter de zaken gaan, hoe meer de broers van elkaar verwijderd geraken.

## Rolverdeling
| Acteur                  | Personage          |
| ----------------------- | ------------------ |
| Stef Aerts              | Jo Cannoot         |
| Tom Vermeir             | Frank Cannoot      |
| Sam Louwyck             | Rodrigo Dos Santos |
| Charlotte Vandermeersch | Isabelle           |
| Marijke Pinoy           | Diane              |
| Hélène Devos            | Marieke            |
| Boris Van Severen       | Davy Coppens       |
| Dominique Van Malder    | Manu Dewaey        |
| Stefan De Winter        | Ferre              |
| Ciro Motmans            | Lou                |
| Faoud Oulad Khlie       | Mohammed           |
| Sara De Bosschere       | Nikki              |
| Silvanus Saow           | Rudy               |
| Arne Sierens            | Frederic           |
| Johan Heldenbergh       | Bruno Schollaert   |
| Ignace Paepe            |                    |

## Productie
De opnamen liepen van 1 december 2014 tot 10 februari 2015 in Gent. De film vertelt het verhaal van het Gentse danscafé Charlatan, maar de opnamen vonden om praktische redenen plaats in het nabijgelegen café Afsnis. De release was aanvankelijk gepland voor 14 oktober 2015 maar werd uitgesteld naar begin 2016.

## Prijzen en nominaties
Op het Sundance Film Festival kreeg Felix Van Groeningen in 2016 de prijs voor beste regie.